# 사에키 히나코
사에키 히나코(Hinako Saeki, 1977년 2월 16일 ~ )는 일본의 배우, 일본의 성우, 패션 모델, 모델이다.
나라시에서 태어났다.

## 방송
- 트릭 3
- 에코에코 아자락

## 영화
- 나는 예수님이 싫다 (2018년)
- 넥스트 제네레이션 패트레이버 3 (2014년)
- 더 인터미션 (2013년)
- 어썰트 걸즈 (2009년) - 커넬 역
- 엘리트 양키 사브로 (2009년)
- 진여 입식사열전 (2007년)
- 고질라 모스라 킹기도라 대괴수총공격 (2001년)
- 스테이시 (2001년)
- 센티멘탈 시티 마라톤 (2000년)
- 깁스 걸 (2000년) - 하세가와 타마키 역
- 소용돌이 (1999년)
- 에코에코 아자락 3 (1998년)
- 링 - 라센 (1998년)
- 유리 가면 (1997년)
- 조용한 생활 (1995년)
- 매일 여름휴가 (1994년)